# Andrée Brabant
Andrée Brabant, née à Reims le 23 mai 1901, morte à Toulon le 2 novembre 1989 est une actrice française.
Marie Thérèse Andrée Brabant, débuta comme danseuse, puis fut actrice de cinéma. Dès 1916, elle fut sollicitée par Abel Gance pour jouer dans Le Droit à la vie. De cette date à 1939, elle joua au moins dans 32 films et refit une dernière apparition au cinéma en 1964 dans L’âge ingrat.

## Filmographie
- 1916 : Le Droit à la vie de Abel Gance
- 1916 : Nemrod et Cie de Maurice Mariaud
- 1916 : Les Yeux qui accusent de Charles Burguet
- 1917 : L'Âme de Pierre de Charles Burguet
- 1917 : La Zone de la mort de Abel Gance
- 1918 : Les Travailleurs de la mer d'André Antoine
- 1918 : La Calomnie de Maurice Mariaud
- 1918 : Hier et aujourd'hui de Dominique Bernard-Deschamps
- 1919 : Le Carillon de la victoire (anonyme)
- 1919 : La Cigarette de Germaine Dulac
- 1919 : Travail de Henri Pouctal - Film tourné en 7 épisodes -
- 1920 : Flipotte de Jacques de Baroncelli
- 1921 : La Maison vide de Raymond Bernard
- 1921 : Le Rêve de Jacques de Baroncelli
- 1921 : Toute une vie de Henry de Golen
- 1921 : La Tourmente de Serge Nadejdine
- 1923 : Réhabilitée de Louis Paglieri
- 1923 : Le Secret de Polichinelle de René Hervil
- 1923 : Tao / Le fantôme noir de Gaston Ravel - Film en 10 épisodes -
- 1924 : La Cible / La Tourmente de Serge Nadejdine
- 1924 : Les Ombres qui passent d'Alexandre Volkoff
- 1925 : Au-delà de la mort / Pour l'amour de son frère de Benito Perojo
- 1926 : Le Berceau de Dieu ou Les Ombres du passé de Fred LeRoy Granville
- 1927 : La Cousine Bette de Max de Rieux d'après Honoré de Balzac. Le rôle de la  Comtesse Hortense Steinbock
- 1927 : Madame Récamier de Gaston Ravel et Tony Lekain
- 1927 : Le Mariage de Mademoiselle Beulemans de Julien Duvivier
- 1927 : Princesse Masha de René Leprince
- 1929 : Maternité de Jean Benoit-Lévy
- 1930 : Au bonheur des dames de Julien Duvivier
- 1931 : La Maison de Jean Benoit-Lévy - moyen métrage -
- 1933 : Le Tendron d'Achille de Christian-Jaque - court métrage -
- 1939 : Le Feu de paille de Jean Benoit-Lévy
- 1964 : L'Âge ingrat de Gilles Grangier

## Publication
- Andrée Brabant. - Quand j'étais Mademoiselle Beulemans. - Renaissance du livre, (Nos grandes vedettes et leurs films), 1928.